# Klaus Eberhard (Physiker)

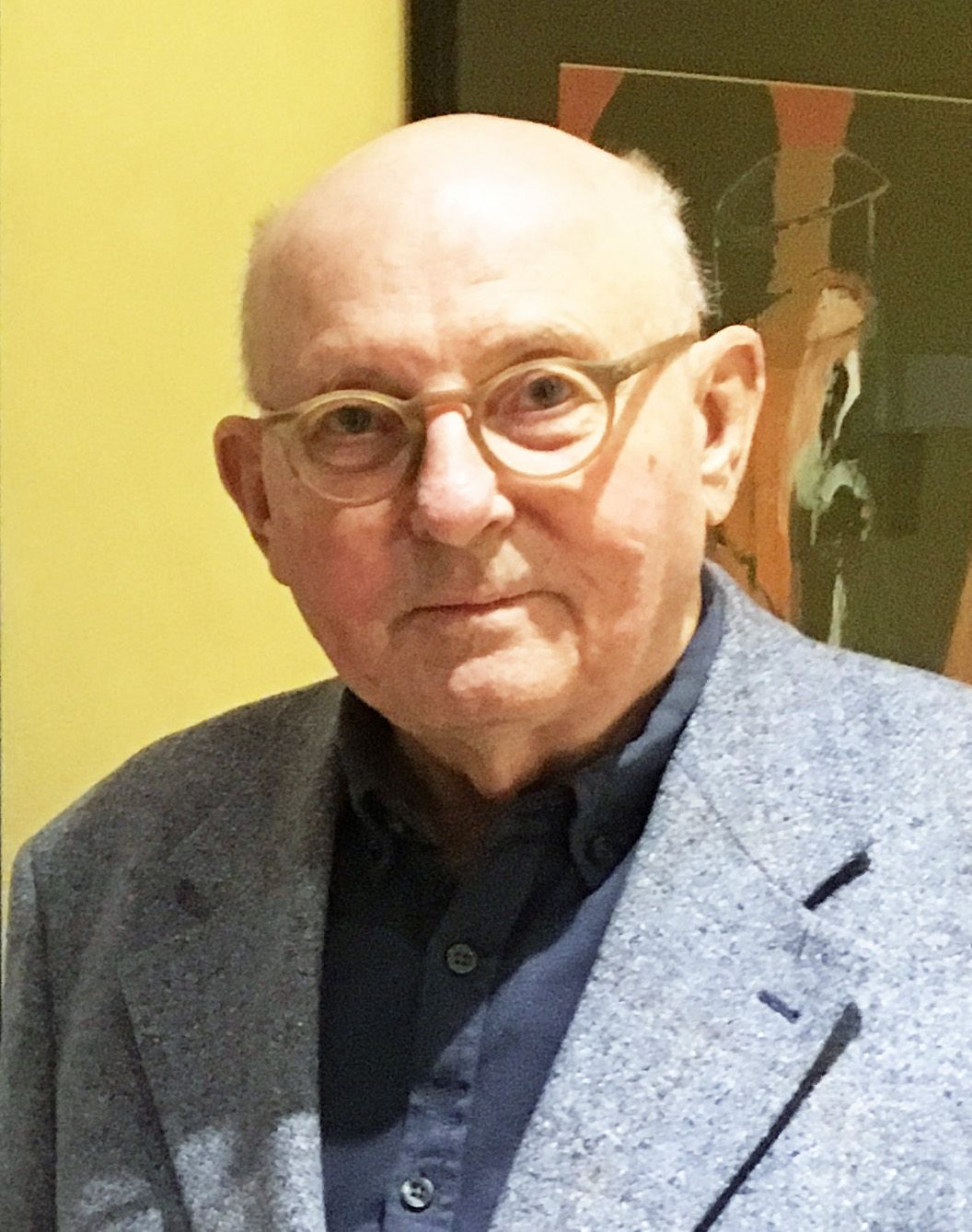
Klaus Eberhard 2019 im Galerie Hotel Leipziger Hof

Klaus Eberhard (* 9. Mai 1940 in Dinslaken; † 15. Juli 2021 in Leipzig) war ein deutscher Kernphysiker, Galerist, Kunstsammler, Hotelier und Autor. Er besaß die größte private Sammlung von Gemälden aus der Leipziger Schule und der Neuen Leipziger Schule und war deren Förderer.

## Leben
Nach der Schulzeit in seiner niederrheinischen Heimat studierte Klaus Eberhard ab 1960 Physik  mit der Spezialisierung Kernphysik an der Ruprecht-Karls-Universität Heidelberg. 1968 konnte er seine Promotion am Max-Planck-Institut für Kernphysik in Heidelberg  abschließen. Im Anschluss  ging er für zwei Jahre als Research Associate an die Florida State University in Tallahassee/USA. Im Rahmen des Rückführungsprogramms deutscher Wissenschaftler aus dem Ausland, gefördert und eingeladen vom damaligen Außenminister Willy Brandt, kam Eberhard 1970 an die Ludwig-Maximilians-Universität München, der er 35 Jahre treu blieb. Hier wurde er 1980 zum Professor ernannt und  lehrte an der Fakultät für Physik bis zu seiner Emeritierung 2005. 1974 und 1975 hatte er zwischenzeitlich eine Gastprofessur an der University of Washington in Seattle übernommen. 
Nach seiner Emeritierung verlegte er seinen Wohn- und Schaffenssitz nach Leipzig. Dort hielt er an der Universität 2013 zum Thema Krieg und Frieden der Vorlesungsreihe Studium universale eine Vorlesung zum Thema Der Uranverein – Heisenberg und die Atombombe.
Kurz nach der Wende engagierte er sich neben seinen Münchner Verpflichtungen in Leipzig, übernahm ein sanierungsbedürftiges Gründerzeithaus in der Hedwigstraße im Stadtteil Neustadt und entschied sich für den Umbau zum Hotel. 1992 wurde sein Galerie Hotel Leipziger Hof eröffnet. Sein Anliegen, Werke aus der Leipziger Schule und der Neuen Leipziger Schule bekannt zu machen, realisierte er mit der Sammlung von Bildern aus der Wendezeit von überwiegend Leipziger Künstlern. Inzwischen erzielen Gemälde seiner Sammlung Höchstpreise auf internationalen Kunstmärkten. In jedem der Gästezimmer seines Hotels hängt ein Original. 2012 stellte er in einer Buchpräsentation sein Tagebuch eines Leipziger Kunstsammlers Zu Gast bei Mattheuer und Rauch vor.

## Sammlung
Seine Kunstsammlung befindet sich im Galerie Hotel Leipziger Hof.  Die Sammlung zeigt inzwischen über 500 Werke. Neben der Kunstsammlung gibt es eine eigene Galerie (galerie.leipziger-schule) sowie das Grafische Kabinett. In ständig wechselnden Galerie-Ausstellungen wurden auch Leipziger Künstler von Klaus Eberhard vorgestellt, die noch nicht international bekannt sind. Der inzwischen als Papstmaler bezeichnete Leipziger Maler und Grafiker Michael Triegel erhielt 1996 erstmals in einer Ausstellung in seinem Galerie Hotel die Möglichkeit, seine Werke vorzustellen. Jeden der etwa 80 ausstellenden Künstler lernte er persönlich kennen, wie zum Beispiel Werner Tübke, Wolfgang Mattheuer, Arno Rink und Neo Rauch.

## Sonstiges
Nach dem Tode von Klaus Eberhard wird das Hotel von seinem Sohn Marc Eberhard (Physiker), auch mit ständig wechselnden Ausstellungen fortgeführt.